# 7 Sagittarii
7 Sagittarii, som är stjärnans Flamsteed-beteckning, är en ensam stjärna, belägen i Lagunnebulosan (NGC 6530) i den mellersta delen av stjärnbilden Skytten, även om flera källor har betraktat den som en förgrundsstjärna.. Den har en skenbar magnitud på 5,37 och är svagt synlig för blotta ögat där ljusföroreningar ej förekommer. Baserat på parallaxmätning inom Hipparcosuppdraget på ca 3,0 mas, beräknas den befinna sig på ett avstånd på ca 1 100 ljusår (ca 330 parsek) från solen. Den rör sig närmare solen med en heliocentrisk radialhastighet på ca -11 km/s.

## Egenskaper

7 Sagittarii är den ljusaste stjärnan i regionen Lagunnebulosan, mot bildens högra kant.

7 Sagittarii är en gul till vit jättestjärna av spektralklass F2 II/III, vilket tyder på att dess spektrum visar blandade egenskaper hos en jätte och ljusstark jätte. Houk and Smith-Moore (1978) hade en liknande klassificering med F2/3 II/III. Detta kan tyda på att det inte ingår i NGC 6530, eftersom den inte borde ha utvecklats till denna klass från stjärnor av spektraltyp O, som fortfarande ingår i denna stjärnhop, och har inte haft tid att utvecklas från en mindre massiv stjärna. Den har en massa som är ca 10 solmassor, en radie som är ca 18 solradier och utsänder från dess fotosfär ca 658 gånger mera energi än solen vid en effektiv temperatur av ca 6 800 K.
7 Sagittarii är en misstänkt kemisk speciell stjärna. Spektralklassen från kalcium K-linjen har givits som A8, medan klassen som bestämts från andra metallinjer var F4, vilket gör den till en Am-stjärna. Denna egenhet anses nu dock vara tveksam.